# 파르두비체

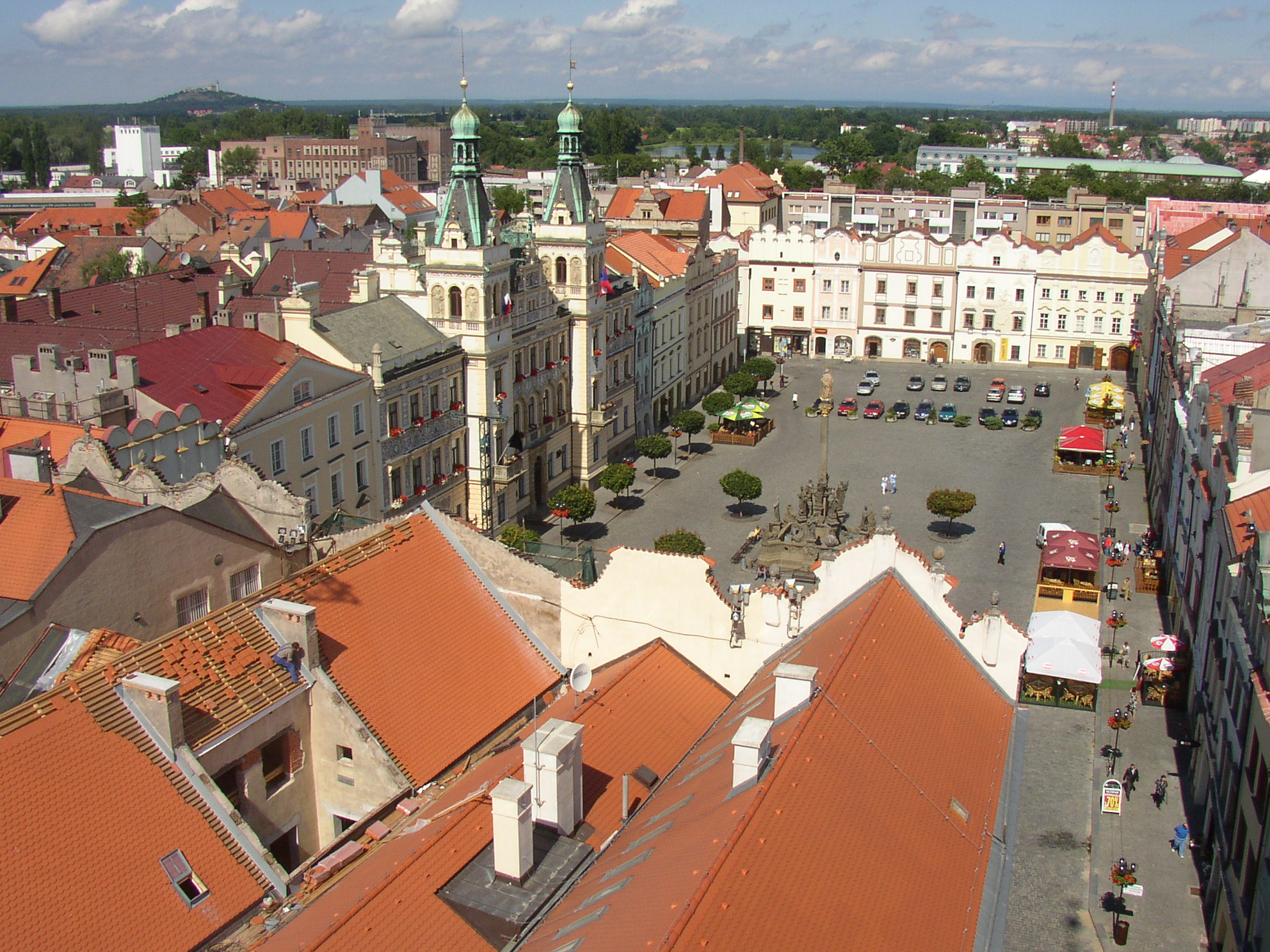
파르두비체

파르두비체의 위치

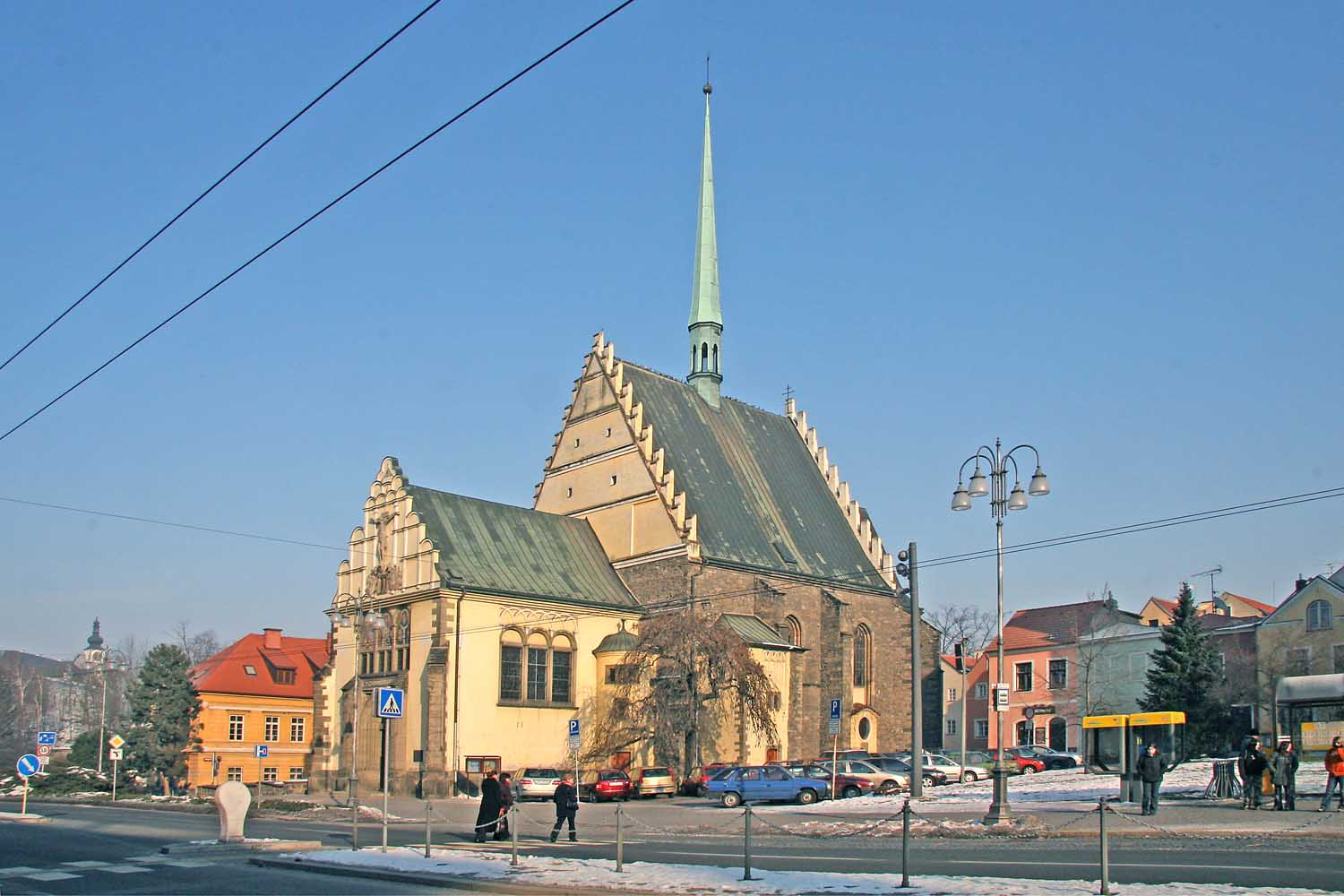
파르두비체에 있는 성 바르톨로뮤 교회

파르두비체(체코어: Pardubice, 독일어: Pardubitz 파르두비츠[*])는 체코 파르두비체 주의 주도로, 면적은 77.71km2, 높이는 237m, 인구는 90,831명(2010년 기준), 인구 밀도는 1,169명/km2이다. 엘베강과 접하며 프라하에서 동쪽으로 104km 정도 떨어진 곳에 위치한다.
13세기 초반 수도원이 들어섰고 1340년 도시가 건설되었다. 셈텍스 생산으로 유명한 신테시아(Synthesia) 화학 공장, 정유 시설 파라모(Paramo) 중장비 공장, 전기 시설 공장이 들어서 있다. 1874년부터 매년 가을(통상적으로 매년 10월 둘째 주 일요일에 열림)에 열리는 경마 대회인 벨카 파르두비츠카(Velká pardubická)로 유명하다.

## 인구
| 연도           | 인구   | ±%     |
| -------------- | ------ | ------ |
| 1869           | 13,231 | —      |
| 1880           | 16,281 | +23.1% |
| 1890           | 18,724 | +15.0% |
| 1900           | 25,214 | +34.7% |
| 1910           | 32,024 | +27.0% |
| 1921           | 36,642 | +14.4% |
| 1930           | 42,220 | +15.2% |
| 1950           | 50,211 | +18.9% |
| 1961           | 65,240 | +29.9% |
| 1970           | 79,206 | +21.4% |
| 1980           | 92,486 | +16.8% |
| 1991           | 94,610 | +2.3%  |
| 2001           | 90,889 | −3.9%  |
| 2011           | 90,767 | −0.1%  |
| 2021           | 89,619 | −1.3%  |
| 출처: Censuses |        |        |

## 자매 도시
- 네덜란드 두틴험
- 이탈리아 메라노
- 불가리아 페르니크
- 이탈리아 로시냐노마리티모
- 독일 쇠네베크
- 독일 젤프
- 슬로베니아 세자나
- 스웨덴 셸레프테오
- 슬로바키아 비소케타트리
- 벨기에 바레험